# Edizioni di Serata d'onore

Logo delledizione del 1992

In questa voce sono elencate e descritte le edizioni del programma Serata d'onore, in onda sulle reti Rai tra il 1983 ed il 2008.

## Prima edizione (1983)
- Rete: Rai 1
- Conduttore: Pippo Baudo
- Periodo: 14 maggio 1983 - 4 giugno 1983
- Numero di puntate: 4

| Puntata | Data           | Ospiti |
| ------- | -------------- | --- |
| 1       | 14 maggio 1983 | Gianna Nannini, Eugenio Finardi, Miguel Bose                                                                |
| 2       | 21 maggio 1983 | Gianni Morandi, Eugenio Finardi, Umberto Tozzi, Amii Stewart, Franca Valeri, Roberto Benigni, Loretta Goggi |
| 3       | 28 maggio 1983 | Ornella Vanoni, Roberto Vecchioni, Pino Daniele, Enzo Jannacci, Sylvie Vartan                               |
| 4       | 4 giugno 1983  | Lucio Dalla, Renato Zero, Teresa De Sio, Angelo Branduardi, Ugo Tognazzi                                    |

## Seconda edizione (1984)
- Rete: Rai 1
- Conduttore: Pippo Baudo
- Periodo: 1 giugno 1984 - 22 giugno 1984
- Numero di puntate: 4

| Puntata | Data           | Ospiti |
| ------- | -------------- | --- |
| 1       | 1 giugno 1984  | |
| 2       | 8 giugno 1984  | Fiorella Mannoia, Sandro Giacobbe, Iva Zanicchi, Alberto Fortis, Pino Caruso                                       |
| 3       | 15 giugno 1984 | Pippo Franco, Edoardo Bennato, Nada, Luca Barbarossa, Regina Shrecker, Ivan Graziani                               |
| 4       | 22 giugno 1984 | Pino Daniele, Marcella Bella, Ivan Cattaneo, Christian, Stefano Sani, Beppe Grillo, José Luis Moreno, Amii Stewart |

## Terza edizione (1985)
- Rete: Rai 1
- Conduttore: Pippo Baudo e Heather Parisi[1]
- Periodo: 1 giugno 1985 - 21 giugno 1985
- Numero di puntate: 7

| Puntata | Data           | Ospiti                                                       |
| ------- | -------------- | ------------------------------------------------------------ |
| 1       | 1 giugno 1985  | Ornella Vanoni, Gino Paoli                                   |
| 2       | 7 giugno 1985  | Vasco Rossi, Alice, Rettore, Pino Caruso, Cecilia Gasdia     |
| 3       | 14 giugno 1985 | Antonello Venditti, Teresa De Sio, Lucio Dalla, Beppe Grillo |
| 4       | 21 giugno 1985 |                                                              |

## Quarta edizione (1986)
- Rete: Rai 1
- Conduttore: Pippo Baudo e Heather Parisi
- Periodo: 5 aprile 1986 - 18 maggio 1986
- Numero di puntate: 7

| Puntata | Data           | Ospiti |
| ------- | -------------- | --- |
| 1       | 5 aprile 1986  | Boy George, Matia Bazar, Tullio De Piscopo, Fausto Papetti                                                                                                  |
| 2       | 12 aprile 1986 | Gemelle Kessler, Lorella Cuccarini, Pippo Franco, Fred Bongusto, Peppino Di Capri                                                                           |
| 3       | 19 aprile 1986 | Anna Oxa, Loredana Bertè, Beppe Grillo, Arturo Brachetti |
| 4       | 26 aprile 1986 | Nino Frassica, Moira Orfei, Liana Orfei, Nando Orfei |
| 5       | 3 maggio 1986  | Enrico Montesano, Franco Nero, Luciano De Crescenzo, Lino Banfi, Eros Ramazzotti, Gianni Morandi, Pupo, Patrizio Oliva, Nicola Pietrangeli, Adriano Panatta |
| 6       | 10 maggio 1986 | Eleonora Brigliadori, Miguel Bosè, Franca Valeri, Ornella Vanoni, Carlo Verdone, Monica Vitti, Edwige Fenech, Alberto Sordi, Gigi Proietti                  |
| 7       | 18 maggio 1986 | Oriella Dorella, Raffaele Paganini, Marcella Bella |

## Quinta edizione (1989)
- Rete: Rai 2
- Conduttore: Pippo Baudo
- Periodo: 7 aprile 1989 - 2 giugno 1989
- Numero di puntate: 9

Alla vigilia del debutto, è in onda il 6 aprile in seconda serata uno speciale su Rai 3 intitolato "Bentornato Pippo Baudo" per ripercorrere la carriera di Baudo in occasione del rientro in Rai.
| Puntata | Data           | Ospiti                                                       |
| ------- | -------------- | ------------------------------------------------------------ |
| 1       | 7 aprile 1989  | Adriano Celentano, Jovanotti                                 |
| 2       | 14 aprile 1989 | Indro Montanelli, Anna Oxa                                   |
| 3       | 21 aprile 1989 | Carlo Verdone, Gianni Versace, Carol Alt, Christian De Sica  |
| 4       | 28 aprile 1989 | Ornella Vanoni, Gino Paoli, Renato Pozzetto, Paolo Villaggio |
| 5       | 5 maggio 1989  | Luciano De Crescenzo, Carla Fracci                           |
| 6       | 12 maggio 1989 | Monica Vitti, Gianni Morandi                                 |
| 7       | 19 maggio 1989 | Renzo Arbore, Milva                                          |
| 8       | 26 maggio 1989 | Eros Ramazzotti, Alberto Sordi                               |
| 9       | 2 giugno 1989  | Il meglio di "Serata d'onore"                                |

## Sesta edizione (1991)
- Rete: Rai 2
- Conduttore: Jerry Calà, Elisabetta Gardini, Clarissa Burt
- Periodo: 5 aprile 1991 - 7 giugno 1991
- Numero di puntate: 10

| Puntata | Data           | Ospiti                                                                                          |
| ------- | -------------- | ----------------------------------------------------------------------------------------------- |
| 1       | 5 aprile 1991  |                                                                                                 |
| 2       | 12 aprile 1991 | Nino Manfredi                                                                                   |
| 3       | 19 aprile 1991 | Trettré                                                                                         |
| 4       | 26 aprile 1991 | Raf, Ofra Haza                                                                                  |
| 5       | 3 maggio 1991  | Pooh                                                                                            |
| 6       | 10 maggio 1991 | Silvan, Riccardo Cocciante, Cristina D'Avena, Simona Marchini                                   |
| 7       | 17 maggio 1991 | Renato Pozzetto, Ornella Vanoni                                                                 |
| 8       | 24 maggio 1991 |                                                                                                 |
| 9       | 31 maggio 1991 | Umberto Smaila, Franco Oppini, Nini Salerno, Mauro Di Francesco, Maurizio Vandelli, Mara Venier |
| 10      | 7 giugno 1991  | Il meglio di "Serata d'onore"                                                                   |

## Settima edizione (1992)
- Rete: Rai 2
- Conduttore: Marisa Laurito
- Periodo: 20 marzo 1992 - 29 maggio 1992
- Numero di puntate: 11

| Puntata | Data           | Ospiti                         |
| ------- | -------------- | ------------------------------ |
| 1       | 20 marzo 1992  | Bud Spencer, Pippo Franco      |
| 2       | 27 marzo 1992  | Loretta Goggi, Luca Barbarossa |
| 3       | 3 aprile 1992  | Ornella Muti                   |
| 4       | 10 aprile 1992 |                                |
| 5       | 17 aprile 1992 |                                |
| 6       | 24 aprile 1992 |                                |
| 7       | 1 maggio 1992  |                                |
| 8       | 8 maggio 1992  |                                |
| 9       | 15 maggio 1992 |                                |
| 10      | 22 maggio 1992 |                                |
| 11      | 29 maggio 1992 |                                |

## Ottava edizione (2008)
- Rete: Rai 1
- Conduttore: Pippo Baudo
- Periodo: 15 novembre 2008 - 12 dicembre 2008
- Numero di puntate: 4

| Puntata | Data             | Tema                  | Ospiti | Ascolti   | Share  |
| ------- | ---------------- | --------------------- | --- | --------- | ------ |
| 1       | 15 novembre 2008 | Moda                  | Roberto Cavalli, Eva Herzigová, Afef Jnifen | 3.335.000 | 17,01% |
| 2       | 22 novembre 2008 | Cinema                | Giancarlo Giannini, Catherine Spaak, Violante Placido, Pierfrancesco Favino, Stefania Sandrelli, Sabrina Impacciatore, Christian De Sica, Brando De Sica, Amii Stewart, Lola Ponce, Francesco Alberoni, Giancarlo Magalli, Sabrina Ferilli, Claudio Bisio, Diego Abatantuono, Giorgio Panariello                                                                                            | 2.262.000 | 12,26% |
| 3       | 29 novembre 2008 | Teatro                | Enrico Montesano, Mariangela Melato, Lorella Cuccarini, Massimo Lopez, Nancy Brilli, Giorgio Albertazzi, Lello Arena, Veronica Pivetti, Enzo Decaro, Gianfranco Jannuzzo, Serena Autieri | 2.728.000 | 12,81% |
| 4       | 5 dicembre 2008  | Lirica                | Roberto Bolle, Elio e le Storie Tese, Enrico Brignano, Daniela Dessì, Sonia Ganassi, Salvatore Licitra, Roberto Frontali, Roberto Scandiuzzi, Matteo Beltrami, Marco Tutino, Luciana Serra | 3.294.000 | 17,20% |
| 5       | 12 dicembre 2008 | Eventi dell'anno 2008 | Arnoldo Foà, Oliviero Beha, Pietrangelo Buttafuoco, Maria Cuffaro, Tiziana Ferrario, Barbara Palombelli, Lamberto Sposini, Nando Pagnoncelli, Clemente Mastella, Willer Bordon, Sonohra, Giusy Ferreri, Luca Cordero di Montezemolo, Felipe Massa, Luca Giurato, Luca Argentero e Donatella Finocchiaro, Juliette Greco, Luca Barbarossa, Marco Simoncelli, Giulia Quintavalle, Josefa Idem | 2.965.000 | 17,49% |